# Olivetti
Ing. C. Olivetti & C., S.p.A. é uma empresa italiana, fabricante de computadores, impressoras e outros equipamentos empresariais. 

## Histórico

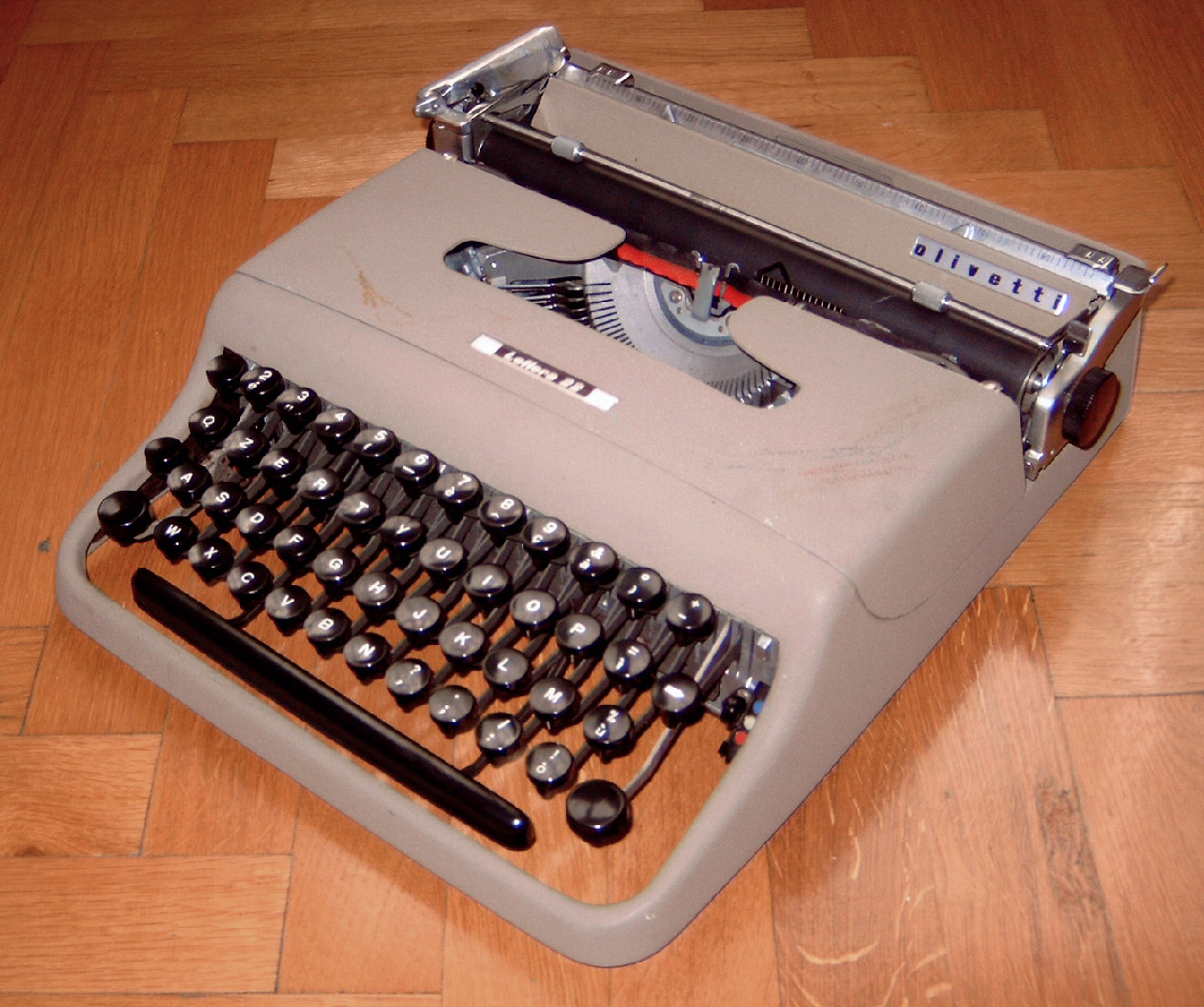
Olivetti Lettera 22, de cerca de 1950, projetada por Marcello Nizzoli.

Foi fundada em 1908, na cidadade de Ivrea, na província de Turim, região do Piemonte. A empresa é atualmente de propriedade da Telecom Italia. No passado também era uma das empresas italianas mais importantes no mundo, especialmente no campo das máquinas de escrever e calculadoras, antes do desenvolvimento e da popularização dos computadores portáteis.
Hoje em dia a companhia opera na Itália e Suíça, e tem associados de revenda em 83 países. A pesquisa e o desenvolvimento são feitos em Agliè, Arnad, Carsoli e Scarmagno, na Itália, e em Yverdon, na Suíça.
Recentemente a companhia voltou a comercializar uma linha de faxes, scanners e impressoras para escritórios.

## No Brasil

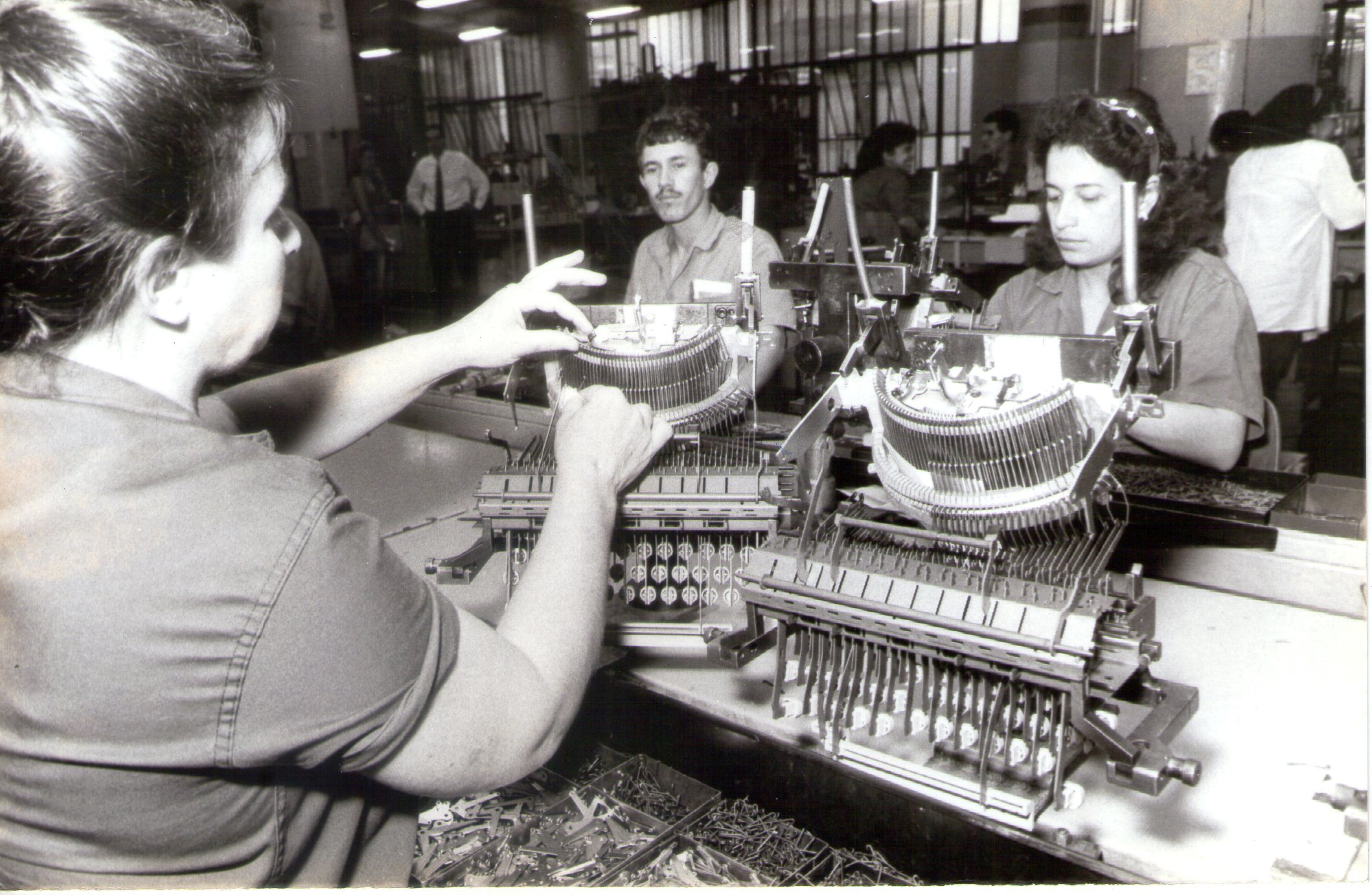
Funcionários da fábrica Olivetti em Guarulhos, em 1992.

A empresa tinha uma fábrica de máquinas de escrever no Brasil sediada em Guarulhos, São Paulo. A fábrica foi fechada em 1996, e a produção foi movida para o México. A empresa era responsável por metade do mercado de máquinas de escrever mecânicas no país, produzindo 20 mil máquinas por ano.

## Atualmente
A empresa atualmente produz smartphones e tablets.